# كولن ووكر (عازف تشيلو)
كولن ووكر (بالإنجليزية: Colin Walker)‏ هو عازف تشيلو بريطاني، ولد في 8 يوليو 1949.

## وصلات خارجية
- الموقع الرسمي
- كولن ووكر على موقع ميوزك برينز (الإنجليزية)
- كولن ووكر على موقع ديسكوغز (الإنجليزية)